# خاندان بحرالعلوم
خاندان بحرالعلوم از سادات حسنی و عالمان شیعی امامی قرن دوازدهم تا چهاردهم قمری در ایران و عراق که این خاندانِ مشهور به علم و ادب، به سید محمدمهدی طباطبائی بروجردی، معروف به سید بحرالعلوم، می‌رسد. این خانواده، در اواخر قرن یازدهم قمری از بروجرد به عراق رفتند و در کربلا و نجف ساکن شدند.
سید محمد جلال بحرالعلوم طباطبایی نیز از بازماندگان است.

## نسب
خاندان بحرالعلوم از خاندان سادات طباطبائی محسوب می‌شوند و نسب آنها به طباطبا از فرزندان امام حسن مجتبی می‌رسد. فرزند سید محمدمهدی بحرالعلوم، با نام سید محمدرضا طباطبائی سر دودمان خاندان بحرالعلوم نجفی محسوب می‌شود و سایر افراد این خاندان تا زمان سید حسین طباطبایی بروجردی همه از فرزندان سید محمدرضا بوده‌اند

## افراد سرشناس
- سید محمدمهدی‌ بن‌ سید مرتضی طباطبایی نجفی بحرالعلوم(۱۱۵۵-۱۲۱۲ق/۱۷۴۲-۱۷۹۷م)، فقیه، محدث، حکیم، ادیب و سرسلسله آل بحرالعلوم و رئیس حوزه علمیه نجف و مرجع شیعیان در روزگار خود بود.

وی با مرگ استادش وحید بهبهانی، بر مرجعیت و زعامت عراق و حوزه علمیه نجف دست یافت. از ابتکارات او تقسیم کار میان عالمان و فقیهان برجسته، به منظور اداره حوزه و پاسخگویی سریع‌تر به مراجعات مردم بود.
- سید محمّدرضا بحرالعلوم

سید محمدرضا بحرالعلوم(۱۱۸۹-۱۲۵۳ق/۱۷۷۵-۱۸۳۷م)، فرزند سیّد محمّدمهدی، فقیه، اصولی، محدث، و رجالی و تنها پسر بازمانده از پدرش است. او در نجف به دنیا آمد. وی تحصیلات علمی خود را در زادگاهش، نجف، نزد پدر و فقیهان برجسته‌ای از جمله شیخ جعفر کاشف الغطا(متوفی ۱۲۲۸ق)، شیخ محمدسعید دینوری، سید محمدقصیر خراسانی (متوفی ۱۲۵۵ق) به پایان برد و از استادان خود اجازه روایت گرفت. او پس از پدر زعامت حوزه نجف و مرجعیت دینی را به عهده گرفت. سید محمدرضا کسی است که با نقل داستانی از پدرش، عبدالحسین تهرانی معروف به شیخ العراقین را از محل قبر پنهان شده مختار مطلع کرد و شیخ العراقین که در آن دوره نظارت بر کار بازسازی عتبات عالیات را بر عهده داشت، پس از گفته‎های سید محمدرضا بحرالعلوم، قبر مختار را پیدا کرده و دستور ساخت مرقدی بر قبر وی را صادر کرد.
- سید حسین فرزند سید محمّدرضا

سید حسین ‌بحرالعلوم(۱۲۲۱-۱۳۰۶ق/۱۸۰۶-۱۸۸۹م)، در نجف زاده شد و در همان شهر پرورش یافت و مراحل علمی را پیمود. فقه و اصول و کلام را نزد بزرگانی چون شریف العلمای مازندرانی، شیخ حسن کاشف الغطا و شیخ محمدحسن نجفی معروف به صاحب جواهر الکلام آموخت.
بیشترین شهرت سیدحسین در شعر و ادب است، تا آن‌جا که او را در این فن همتای سیدرضی(د ۴۰۴ق/۱۰۱۳م) دانسته‌اند.
- سید محمدتقی ‌فرزند ‌سید محمدرضا

سید محمدتقی ‌بحرالعلوم(۱۲۱۹-۱۲۸۹ق/۱۸۰۴-۱۸۷۲م)، از فقیهان بنام آل بحرالعلوم بود. در نجف پا به جهان نهاد. نزد پدر مقدمات علوم را فرا گرفت و پس از آن فقه و اصول را نزد عالمان روزگارش مانند شیخ‌ محمدحسن (مؤلف جواهر) طی کرد، اما پس از آن به کشاورزی پرداخت. وی پس از مرگ پدر به رهبری دینی و اجتماعی عراق دست یافت.
- سید علی فرزند سید محمّدرضا

سیدعلی‌ بحرالعلوم(۱۲۲۴-۱۲۹۸ق/۱۸۰۹-۱۸۸۱م)، از عالمان و فقیهان و ادیبان بزرگ آل بحرالعلوم به تیزهوشی مشهور بود. در نجف زاده شد، در همان شهر دانش فرا گرفت و زندگی را به پای ان بُرد.
سطوح و خارج اصول را نزد ملا مقصودعلی‌ کاظمی و فقه را نزد شیخ‌ محمدحسن نجفی نویسنده جواهر و شیخ‌ علی فرزند شیخ‌ جعفر کاشف‌ الغطاء(د ۱۲۵۳ق/۱۸۳۷م) آموخت.
او آثاری در فقه و اصول پدید آورده است که مهمترین آن البرهان القاطع در شرح مختصر النافع است.

سید علی بحرالعلوم، آخرین عالم و فقیه برجسته این خاندان می باشد. پس از رحلت ایشان، گرایش به علوم غریبه در این خاندان به شکلی پررنگ شد که پس از دودهه، مجبور به ترک نجف اشرف شدند.
بازماندگان این خاندان بزرگ عالم تشیع، همچنان در کربلا، سامرا، همدان و بروجرد سکونت دارند و با استفاده از میراث سترگ آل بحرالعلوم در علم لیمیا و علوم غریبه، به تسکین آلام مسلمین مشغول می باشند.